# 北海道道449号別海浜中停車場線
北海道道449号別海浜中停車場線（ほっかいどうどう449ごう べっかいはまなかていしゃじょうせん）は、北海道野付郡別海町と厚岸郡浜中町を結ぶ一般道道である。

## 概要
大半が他道と重複しており、単独区間は0.9 kmのみである。なお、本路線の名称における「別海」は、ほかの「別海」の名称が含まれる道道と同様「べっかい」と読むが、別海町は公的な読みを「べつかいちょう」としている。

### 路線データ
- 起点：北海道野付郡別海町別海（国道243号交点）
- 終点：北海道厚岸郡浜中町浜中桜北（JR北海道 根室本線 浜中駅）
- 総延長：31.323 km
- 重用延長：30.418 km
- 実延長：0.905 km

## 歴史
- 1962年（昭和37年）8月1日 - 西別浜中停車場線として路線認定[2]。
- 1977年（昭和52年）3月10日 - 現在の路線名に変更[3]。

## 路線状況

### 重複区間
- 別海町別海 - 浜中町桜西（北海道道123号別海厚岸線）
- 浜中町浜中基線 - 浜中町浜中基線（国道44号）

## 地理

### 通過する自治体
- 根室振興局
  - 野付郡別海町
- 釧路総合振興局
  - 厚岸郡浜中町

### 主な接続道路
別海町
- 国道243号 - 別海（起点）
- 北海道道123号別海厚岸線 - 別海（起点）（重複）
- 北海道道831号上春別別海線 - 別海
- 北海道道930号上風連奥行線 - 別海
- 北海道道813号上風連大別線 - 上風連

浜中町
- 北海道道123号別海厚岸線 - 桜西（重複）
- 国道44号 - 浜中基線（重複）